# Nicrophorus japonicus
Nicrophorus japonicus (могильник японський) — вид жуків родини Мертвоїди (Silphidae). Ці жуки зустрічаються в Японії. 